# (10039) Keet Seel
(10039) Keet Seel (1984 LK) – planetoida z pasa głównego asteroid okrążająca Słońce w ciągu 5,54 lat w średniej odległości 3,13 j.a. Odkryta 2 czerwca 1984 roku.